# 愛は風の如く
『愛は風の如く』（あいは かぜの ごとく）とは、
幸福の科学グループ 創始者 兼総裁、大川隆法の著作。1988年の夏頃から口述筆記（霊言）からの原稿書き起こしにより作られた。紀元前2300年頃、4300年前の古代ギリシャの歴史を霊的な能力で再現した物語である。エーゲ海、クレタ島のクレタ文明の英雄ヘルメスの実像を描いている。
1989年1月号より雑誌連載開始。
上記の物語をもとに、下記の作品群が製作された。
- 挿絵（画：生方純一）
- 挿入歌1曲、歌唱のカセット『聖霊の歌』（1989年）
- 書籍化（1991年 - 1994年）
- 朗読劇、テーマ曲、挿入歌、計5曲、CD（1992年）CD（1995年）
- 舞台劇（1993年）
  - 愛蔵版 VHSビデオセット（1994年）
- ギリシャ現地取材による、イメージビデオ（1996年）
- 漫画（1997年、2003年）
- 劇場用アニメ映画（1997年）
  - シングルCD『風の理想（ねがい）』劇場用アニメ映画「ヘルメス－愛は風の如く」イメージソング（1997年）
  - 書籍『劇場用アニメーション映画「ヘルメス－愛は風の如く」パーフェクトガイド』（1997年）
  - 映画サウンドトラックCD『ヘルメス－愛は風の如く』（1997年）
  - アニメ映画収録VHSビデオ、レンタル版『ヘルメス—愛は風の如く』東映ビデオ（1997年）
  - アニメ映画収録VHSビデオ、完全版2本組み『ヘルメス－愛は風の如く』（1997年）
  - アニメ映画収録VHSビデオ、普及版『ヘルメス－愛は風の如く』（1997年）
  - アニメ映画収録DVD『ヘルメス－愛は風の如く』（2007年、2013年）

## 概要
大川隆法の著作『愛は風の如く』は、1988年夏頃より口述からの原稿書き起こしにより作られた。紀元前2300年頃、4300年前の古代ギリシャの歴史を霊的な能力で再現した物語である。エーゲ海、クレタ島のクレタ文明の英雄ヘルメスの実像を描いている。1989年1月より「幸福の科学」の会内月刊誌『月刊幸福の科学』に連載が開始され、副題として「現代によみがえるギリシャ神話」と示されたこの連載には、二科会理事で画家の生方純一による油絵の挿絵が毎回5-6点併載された。
また、物語の中で登場する古代ギリシャの歌等も同時に再現され、1989年2月号（第2章）の「母マイシャの歌」が、歌唱のカセット『愛は風の如く「聖霊の歌」』（1989年）として青木望の編曲による録音収録で発刊された。この物語の題名『愛は風の如く』の由来は、この歌の歌詞の中から命名された。「愛は風の如く」というフレーズが意味するのは、幸福の科学の教義である「愛の原理」で「与える愛」や「他者に気付かれなくとも世に愛を与え続けてゆく」という思想を示している。
1991年7月から学習研究社より書籍化がなされ、カラーの挿絵を含む〔愛蔵版〕として出版された。
物語の中で登場する古代ギリシャの歌も5曲に増えたので、朗読劇(ボイス・ドラマ)と共に1992年にCD化され『愛は風の如く「愛しのアフロディーテ」』の題で販売された。このCD版での「聖霊の歌」は小川知子による歌唱である。
その後、月刊誌連載は毎月継続し1992年3月号の第39章まで掲載されたが、ここを最後に休載し未完のままになっている。
1993年12月23日、東京ドームにて『神々の叙事詩 愛は風の如く』の題名で舞台劇として上演された。
上記舞台劇や祭典で奉納曲として水澤有一により製作された曲などを集め、1995年12月に『愛は風の如く』の世界観を描く音楽集CDとして、CD『光る風 蘇るエーゲ・ブルーの記憶』の題で発刊された。

### 映画化への流れ
この物語を原作として、1994年の映画『ノストラダムス戦慄の啓示』の次の作品として東映で映画化の話が進む。景山民夫の直木賞作品『遠い海から来たCOO』のアニメ化で実績のあった今沢哲男を監督に据えてアニメ映画作成が1994年末より進行しだした。アニメ映画化のための作画用映像を求めて、1995年6月からのギリシャ現地取材が行われ、写真が約8000枚、VTRが約2500分の膨大な量の資料映像を撮影した。このときの取材映像が『ギリシャ - エーゲと風の記憶 - ヘルメス＆アフロディーテの足跡を辿って』と題するVHSビデオにて発売された。
1997年に『ヘルメス—愛は風の如く』の題名で映画化された。

## 月刊誌連載と書籍化
原作『愛は風の如く』は、幸福の科学の会内月刊誌『月刊 幸福の科学』に1989年1月より連載が開始された。毎月1章ずつ継続され、1992年3月号の第39章まで掲載されたが、ここを最後に休載し未完のままになっている。
また、書籍化に際し、第38章までの収録となり、第39章「エロスの神秘」は、単行本未収録のままである。 

### 書籍情報
- 大川隆法『愛は風の如く—ヘルメスの生涯』学習研究社〔愛蔵版〕全3巻

第1巻〈黎明編〉1991年 7月15日発行 第1章 - 第12章 ISBN 4-05-105719-4
第2巻〈新帝編〉1991年12月18日発行 第13章 - 第24章 ISBN 4-05-105915-4
第3巻〈奇瑞編〉1992年 6月15日発行 第25章 - 第34章 ISBN 4-05-105916-2
- 大川隆法『愛は風の如く』幸福の科学出版、改訂新書版、1巻〜4巻（未完）

第1巻「ヘルメスとアフロディーテ」1994年7月15日発行 第1章 - 第11章 ISBN 4-87688-212-6
第2巻「愛の英雄ヘルメス」 1994年9月5日発行 第12章 - 第20章 ISBN 4-87688-215-0
第3巻「王子エロスの誕生」 1994年10月30日発行 第21章 - 第29章 ISBN 4-87688-221-5
第4巻「宗教家としての出発」1994年12月10日発行 第30章 - 第38章 ISBN 4-87688-223-1

## 楽曲・歌唱

### カセット
- 歌唱のカセット『愛は風の如く「聖霊の歌」』（1989年）

- 主人公ヘルメスの母マイシャがわが子ヘルメスのために歌った歌を、そのメロディに日本語訳の歌詞を付けて4300年前の当時の楽曲を再現したもの。この物語の題名「愛は風の如く」の由来は、この歌の歌詞の中から採用された。
- 唄：八木美代子
- 演奏：ヘルメス・グランド・オーケストラ
- 作詞・作曲：大川隆法
- 編曲：青木望

SIDE A　ヴォーカル・バージョン（8分30秒）
SIDE B　オーケストラ・バージョン（8分30秒）
- レーベル：幸福の科学出版
- 型番： T 063 （T 059 と同じもの。外装の違い。）
- 発売日：1989年10月??日
- ISBN 4-906282-42-3、ISBN 978-4-906282-42-5

### CD
- 『愛は風の如く「愛しのアフロディーテ」』（1992年）

収録曲：全5曲、曲・朗読劇 録音合計 50分9秒
1. ヘルメスの誕生（朗読）
2. 「聖霊の歌」歌：小川知子
3.　アフロディーテ（朗読）
4.　「月夜の歌」歌：わたなべ らん
6.　「ヘルメスの歌」歌：おおかど かずや
7.　限りなく純粋な愛（朗読）
8. 「愛しのアフロディーテ」歌：おおかど かずや
9.　不覚（朗読）
10. 「悲しみの歌」歌：わたなべ らん
11. 満月の夜の出会い（朗読）
12. 救出（朗読）
作詞・作曲：大川隆法
レーベル：幸福の科学出版
型番： C 001
発売日：1992年9月??日
ISBN 4-87688-871-X、ISBN 978-4-87688-871-9
販売委託：日本コロムビア#過去の販売委託レーベル を参照。

### CD 光る風
- 『光る風 蘇るエーゲ・ブルーの記憶』（1995年）

収録曲：全7曲、録音合計：36分27秒
1. 風の丘をこえて … 4分39秒
2. 風をうける翼 …… 6分39秒
3. 風に染まり ……… 5分46秒
4. 風になりたい …… 4分42秒
5. 風と海と冠と …… 5分08秒
6. 風の声に ………… 3分30秒
7. 光る風 …………… 5分19秒
作曲・編曲・演奏：水澤有一
作詞：松本弘司（7. 光る風 のみ）
歌唱：日比野景（7. 光る風 のみ）
レーベル：幸福の科学出版
型番： C 015
発売日：1995年12月10日
ISBN 4-87688-717-9、ISBN 978-4-87688-717-0

## 舞台劇
- 1993年12月23日、東京ドームにて『神々の叙事詩 愛は風の如く』の題名で舞台劇として上演された。

この舞台劇は、下記の 愛蔵版 VHSビデオセットに収録され販売された。
VHSビデオ『1993.12.23 エル・カンターレ聖夜際「ネオ・ジャパニーズ・ドリーム」メモリアル写真集付ビデオ（2巻組）』
販売元：幸福の科学出版
収録時間：68分（舞台劇）＋ 37分（御講演）
発売日：1994年5月5日
型番： K 084
ISBN 4-87688-819-1、ISBN 978-4-87688-819-1

## 漫画
- マンガ『ヘルメス－愛は風の如く』第1巻「アフロディーテの愛」

絵：美村あきの  幸福の科学出版 刊 ISBN 4-87688-311-4
- マンガ『ヘルメス－愛は風の如く』第2巻「強敵との死闘」

絵：美村あきの  幸福の科学出版 刊 ISBN 978-4-87688-514-5
- この漫画は、外国語にも翻訳され、
  - 繁体字中国語 台湾版、尖端出版社 刊、EAN 4710614362833
  - インドネシア語版、エレックス・メディア社 刊、第1巻 ISBN 974-92918-2-4、第2巻 ISBN 974-91341-0-9
  - タイ語版、ブラパト社 刊、第1巻 ISBN 978-979-20-5966-3、第2巻 ISBN 978-979-20-5967-0

などがある。

## 映画
『ヘルメス—愛は風の如く』は、幸福の科学出版による日本映画アニメ映画で、1997年4月12日に東映系で公開された。上映時間は114分。
書籍『愛は風の如く』の第1章から第32章あたりまでを原作として、さらに1996年からのギリシャ現地取材を行い、原作の裏付けのもと「ヘルメス・シナリオプロジェクト」により、アニメ脚本となった。アニメ制作はセル画による時代だったが、随所にCG技術やSFXを使用していて映像効果を上げている。
なお、この原作『愛は風の如く』のストーリー（第33章以降）は、次々回作品2003年の映画 『黄金の法』の中に続いている。
配給収入は7.4億円で1997年度の邦画配給収入ランキング8位。
1997年度の毎日映画コンクール・日本映画ファン大賞で2位だった。（1位はもののけ姫）
中央青少年団体連絡協議会 推薦
優秀映画鑑賞会 推薦

### ストーリー

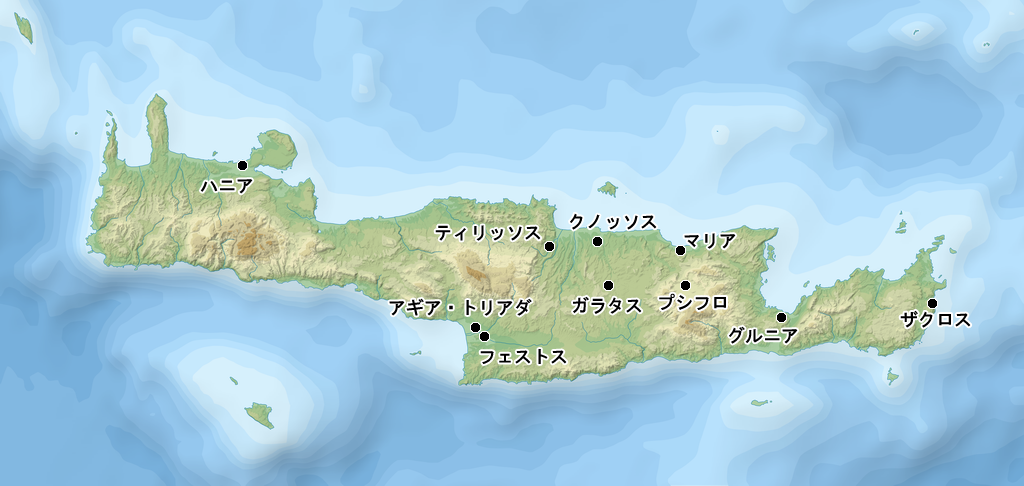
クレタ島のミノア文明時代の主要な遺跡群。地名は現代の物。
ヘルメスの生誕したシティアの町は、東端のザクロスの北西当たりにある。

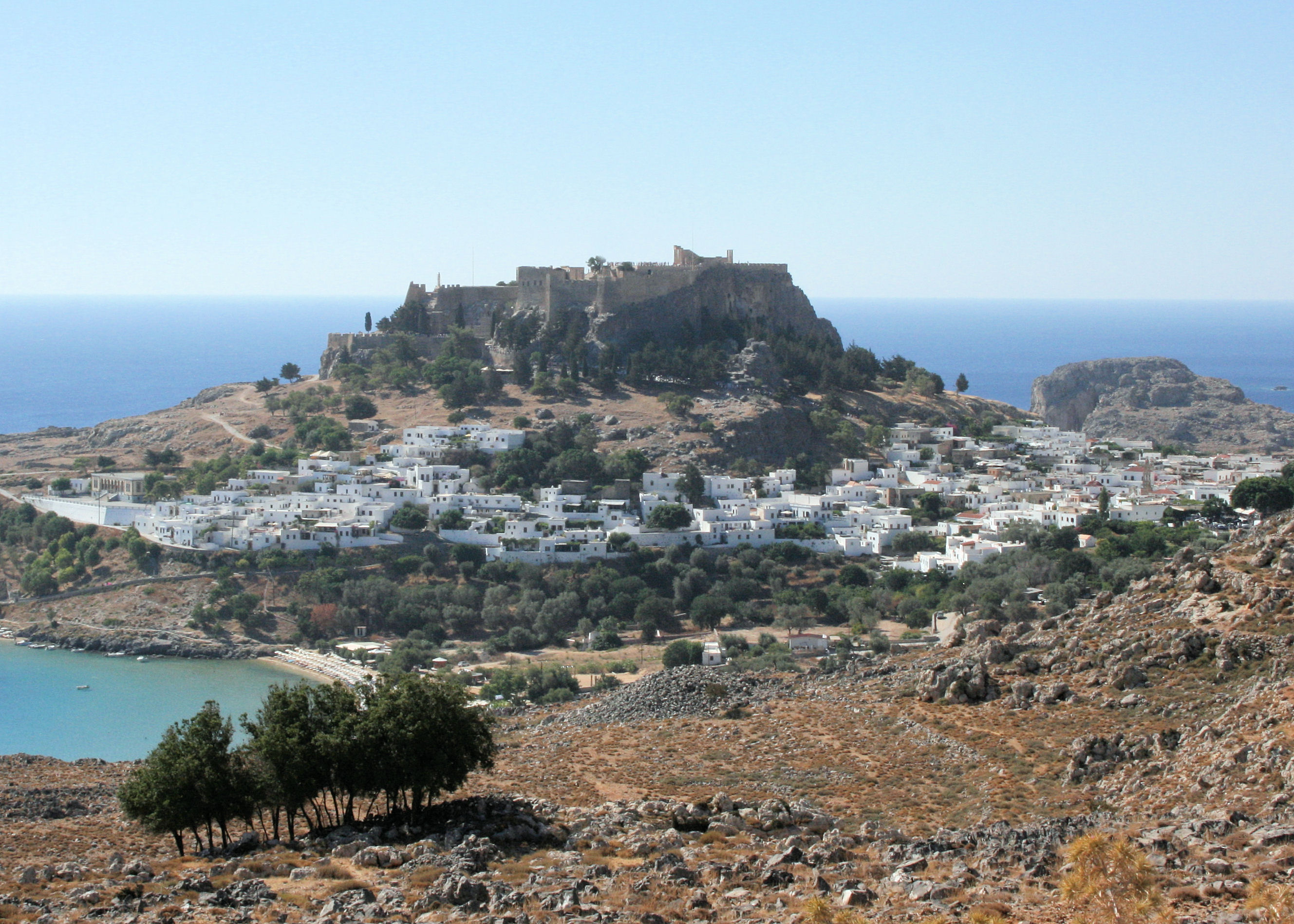
ロードス島のリンドスにある古城アクロポリス

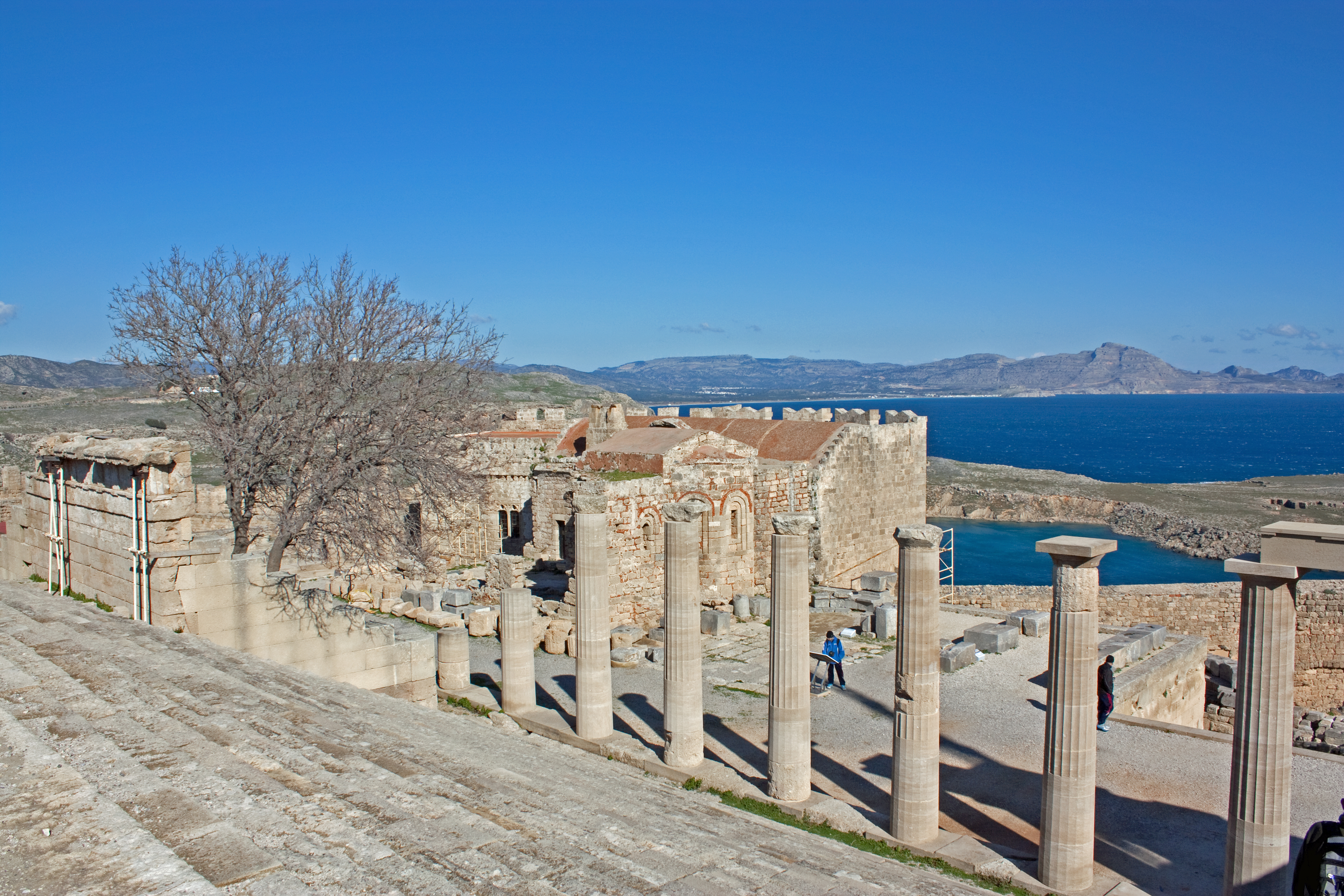
古城アクロポリス

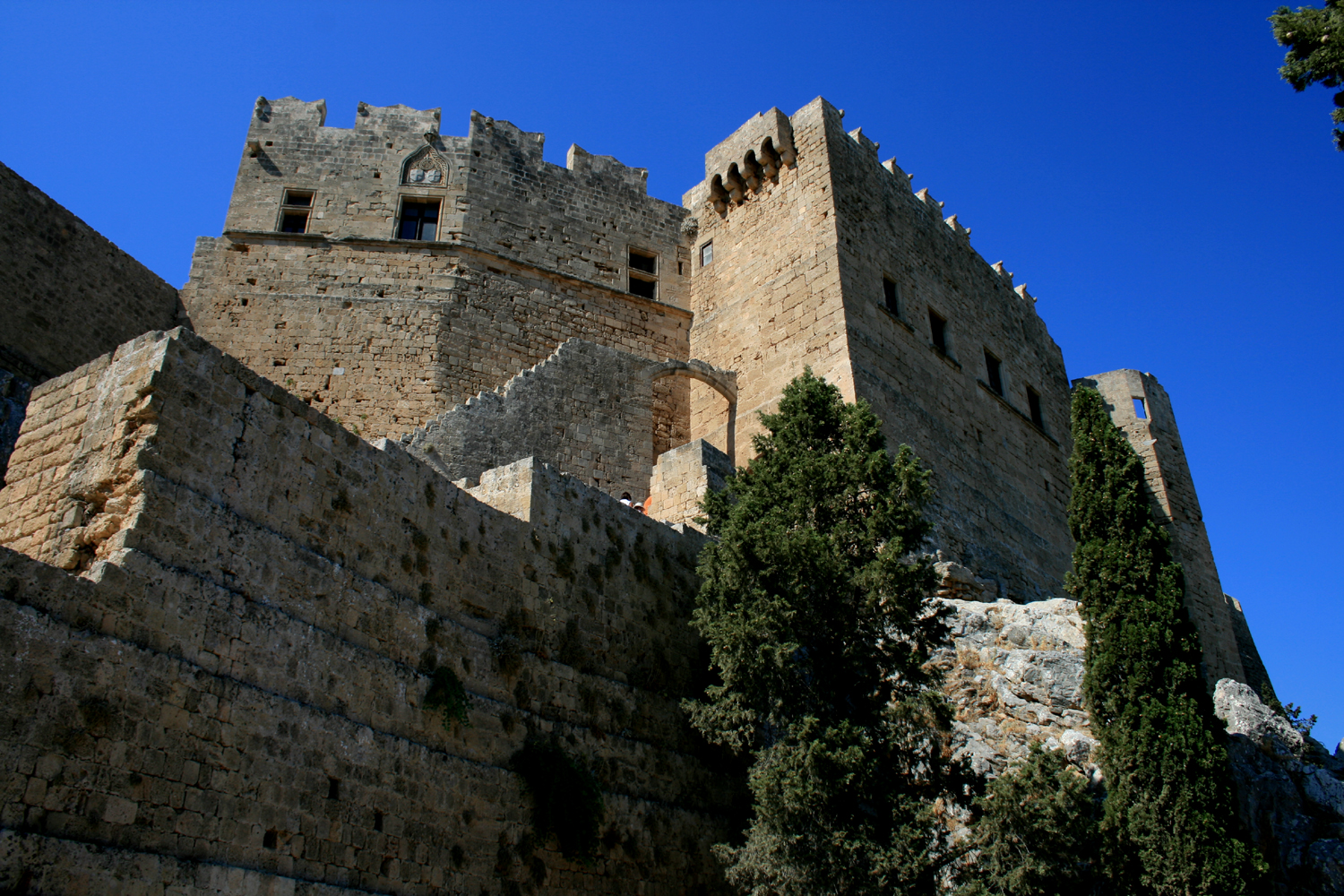
アクロポリス

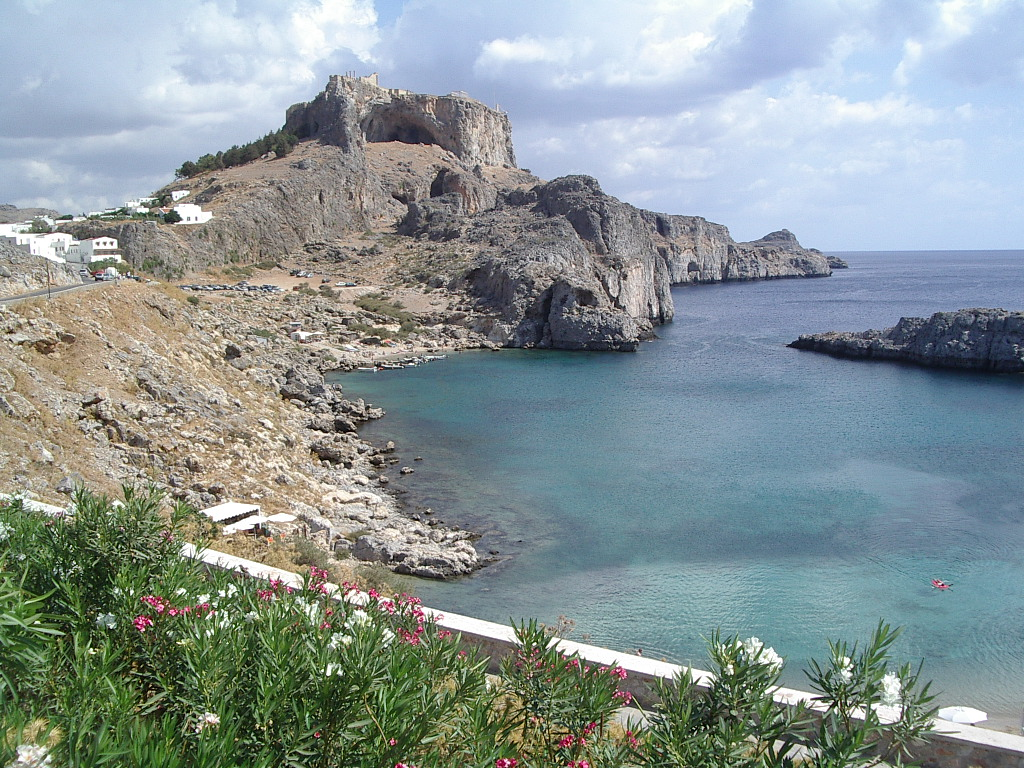
アクロポリス

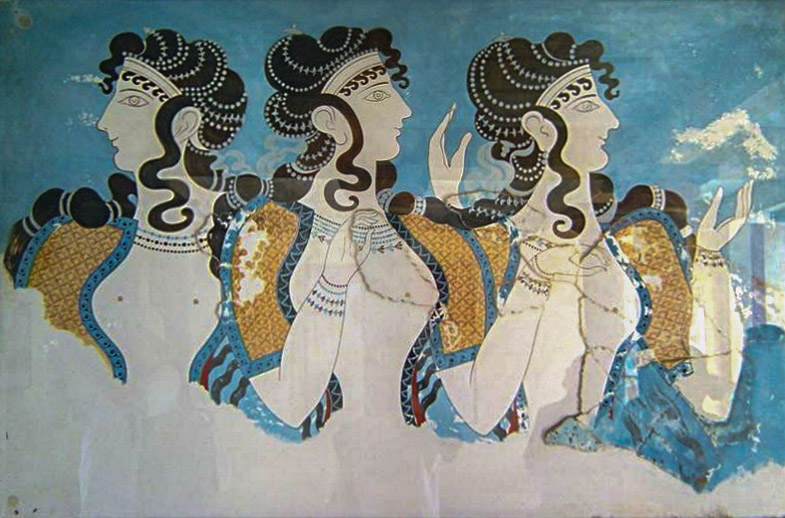
「三人のアフロディーテ」を示すとされる壁画

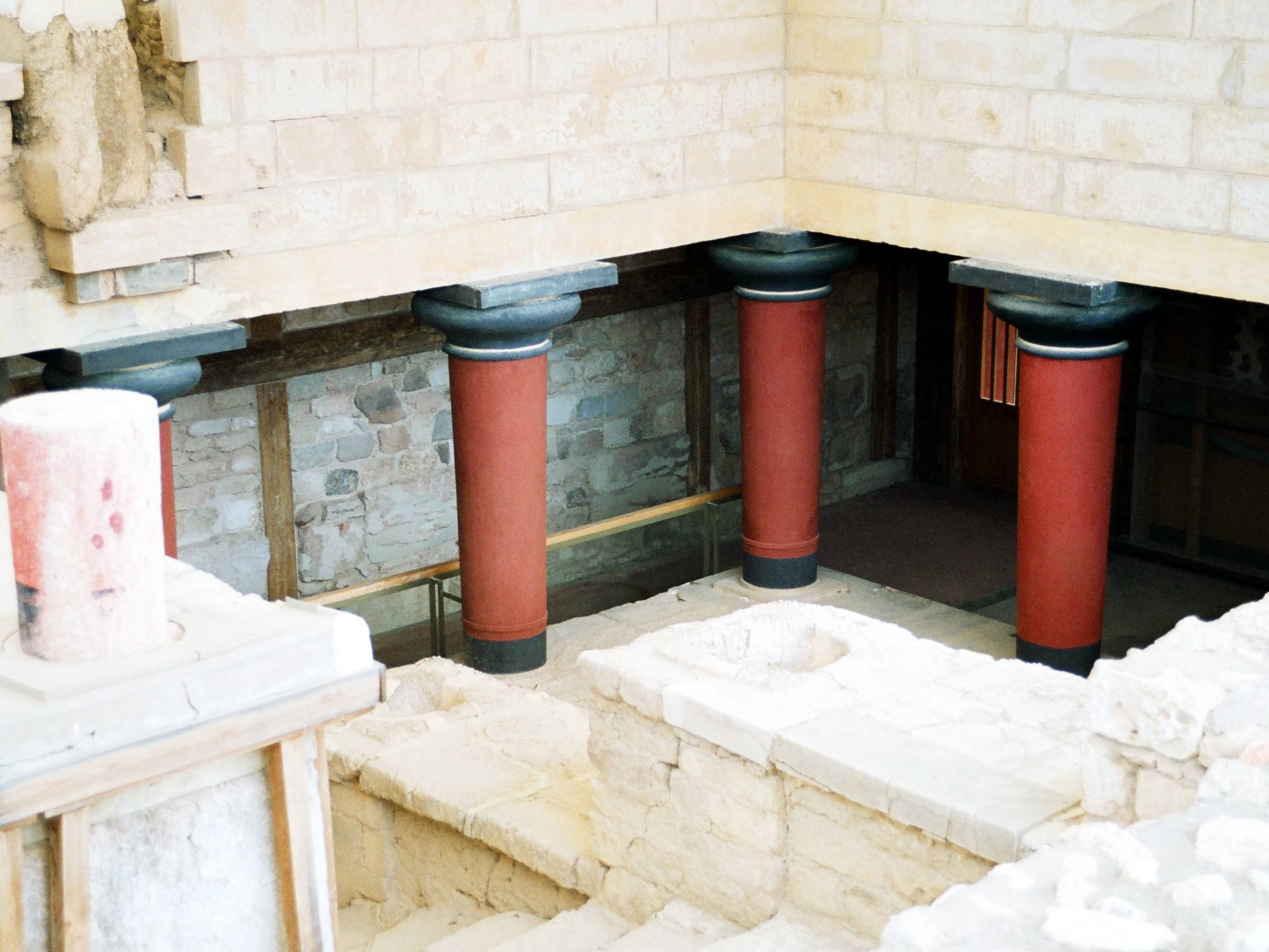
クレタ島のクノッソス遺跡、宮殿の柱

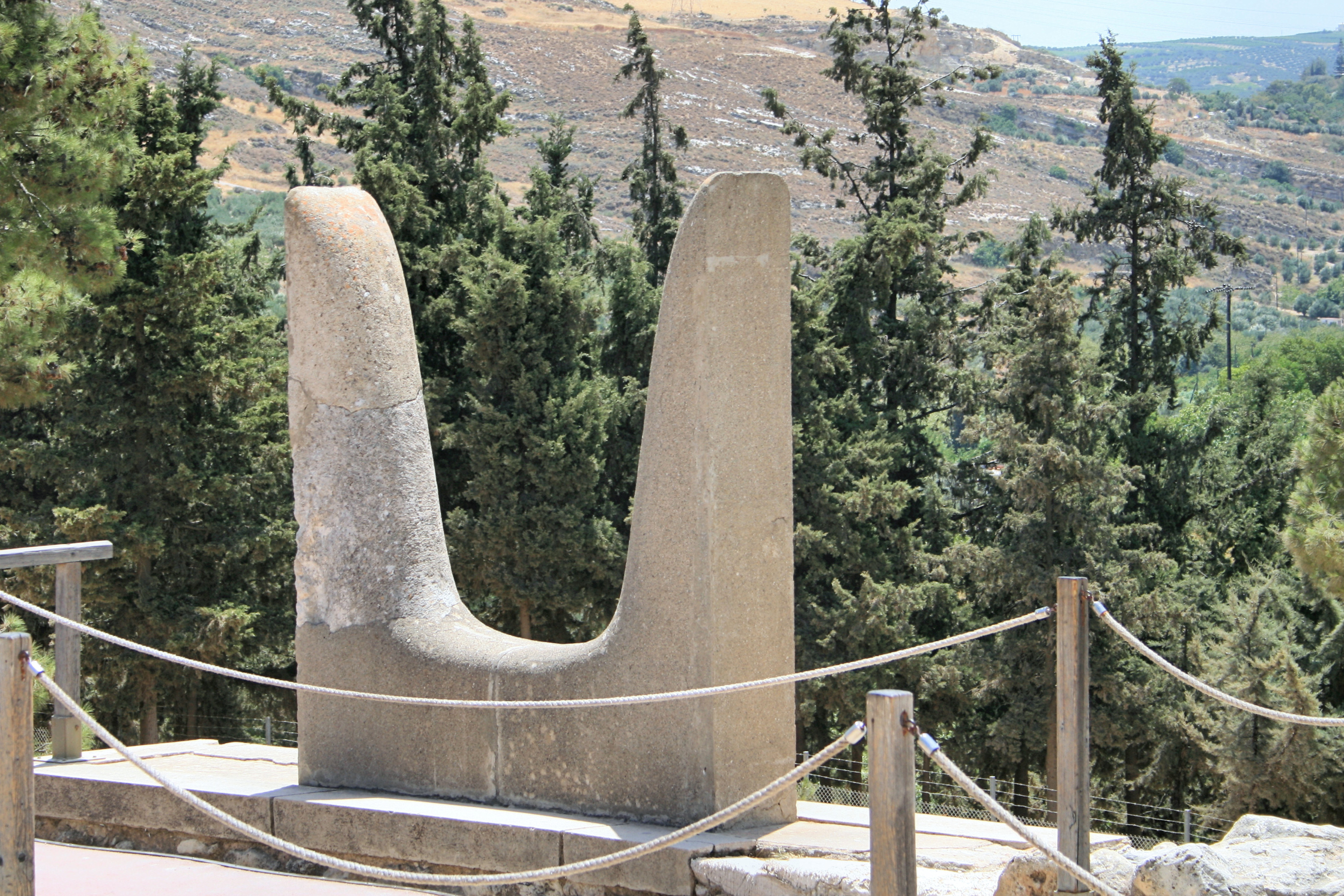
クノッソス遺跡

紀元前2300年頃、4300年前のギリシア、暴君ミノス王が勢力を広げつつあった地中海諸国に住む人々は、救世主の出現を待ち望んでいた。そんな時、クレタ島の東部シティア（現在のラシティ県にある町）の王家に、将来、全ギリシアの王になると予言されたヘルメスが誕生する。
また、地中海のディロス島に生まれたアフロディーテは、7歳のころから盲目の母とともに「囚われの王族」としてロードス島リンドスの城に11年間幽閉されていた。アフロディーテの美貌と美しい歌声は近隣諸国にまで伝わり、その噂を聞きつけたクレタ島の小国シティアの青年ヘルメスは、単身でリンドスの浜辺までやってきて、アフロディーテと恋の歌を交わすようになった。そのうち、アフロディーテは脱出を企て、ヘルメスに運命を託すことを決意する。満月の夜に二人は出逢い、生前の約束を思い出したアフロディーテの純愛は、やがて妻としての愛へと変わっていった。
結婚から2年が経って28歳となったヘルメスは、リュカルゴスの丘で雲から変化した老人（オフェアリスの神）から「ミノス王を倒せ」という使命が与えられる。ミノス王はクレタ島中央部にあるクノッソス宮殿を本拠として周辺の島々を侵略し、シティアの50倍の軍事力を持っていた。ヘルメスは、アテナイのアイゲウス王の息子テーセウスと同盟を結び、奇襲をかけてミノス軍を混乱させた。ミノタウロスの餌食となる人質として潜入していたテーセウスは、ミノス王の娘アリアドーネの協力を得てクノッソス迷宮でミノタウロスを倒す。一方、天上界の神々（高級霊人）の援助、およびオフェアリスの神から魔法の杖（ケリューケイオンの杖）を授かったヘルメスはミノス王を討つが……。
暴君を倒すため多くの人が犠牲となったことに自責の念をおぼえたヘルメスは、オフェアリスの神から二週間の修行を命じられる。反省によって心を清らかにし、瞑想や祈りで神の世界と交流したヘルメスは、指導者となることを自覚した。その後、国づくりのため、政治や経済にさまざまなアイデアを活かしていたヘルメスに、霊界の案内をするという妖精パンとアガペーが現れた。幽体離脱により霊界へ旅立ったヘルメスは、花の妖精たちの世界を見聞し、エーゲ海の竜宮界で、人魚の湖で泣いている人魚姫デルモーネに出会う。
霊界の一部では、かつて地上で戦ったミノス王が悪想念を大量に喰らうことで巨大化し、闘争の破壊の「阿修羅地獄」で魔王として君臨していた。アフロディーテの祈りでオフェアリス神の言葉を思い出し、自分の過去世がオフェアリス神であることを悟ったヘルメスは、「信仰心」により、天上界の光の軍勢の奇蹟を喚起し、神と一体となって地獄のミノス王を討ち倒す。

### 登場人物：キャスト
- ヘルメス：子安武人
- アフロディーテ：伊藤美紀
- オフェアリスの神：南原宏治
- ミノス王：内海賢二
- ヘシス：野沢那智
- アガペー：神代知衣
- パン：こおろぎさとみ
- デメス：小島敏彦
- テーセウス：細井治
- アリアドーネ：井上喜久子
- カイペイヤ：青森伸
- リュカルゴス王：堀勝之祐
- マイシャ：工藤恵子
- 人魚デルモーネ：田中敦子
- ミノタウロス：笹岡繁蔵
- パーシパエ：伍井美知子
- ナレーション：室園丈裕
- 予言者：景山民夫
- 愛の女神：芦川よしみ
- その他：大本眞基子

### スタッフ
- 制作総指揮：大川隆法
- 原作：大川隆法（『愛は風の如く』幸福の科学出版）
- 脚本：ヘルメス・シナリオプロジェクト
- プロデューサー：丸久生
- 監督：今沢哲男
- 総作画監督：柳田義明
- 作画監督：児山昌弘
- 美術監修：串田達也
- 撮影監督：玉川芳行
- 音響監督：本田保則
- CGスーパーバイザー：八巻磐
- CGディレクター：川添和人
- 制作プロデューサー：三本隆二
- 音楽プロデューサー：高桑忠男
- 音楽：水澤有一
- 企画協力：プランニングアーツ
- 制作協力：スタジオジュニオ、アーツプロ、アニメーションスタッフルーム、ソニーPCL
- 配給：東映

### 映画関連品
- シングルCD『風の理想』

劇場用アニメーション映画「ヘルメス—愛は風の如く」イメージソング、映画エンディングソング
収録曲：1,『風の理想』、2,『風の理想』(カラオケ)
作詞：松本弘司
作曲・演奏：水澤有一
歌：The Winds （男女のデュエット・ユニット 大門一也 他）
レーベル：幸福の科学出版
型番 コードNo.：C 040
発売日：1997年3月1日
EAN：不明、ISBN 4-87688-647-4、ISBN 978-4-87688-647-0
- 映画ガイドブック『劇場用アニメーション映画「ヘルメス—愛は風の如く」パーフェクトガイド』

ヘルメス・シナリオプロジェクト編
幸福の科学出版 刊
発売日：1997年3月25日発行
ISBN 4-87688-315-7、ISBN 978-4-87688-315-8
- サウンドトラックCD『ヘルメス—愛は風の如く』

2枚組CD 全21曲、VOL.1 Total Time 44:27、VOL.2 Total Time 43:18
作詞：大川隆法
作曲：大川隆法、水澤有一
編曲・演奏：水澤有一
レーベル：幸福の科学出版
発売日：1997年4月1日
型番 コードNo.：C 041
ISBN 4-87688-645-8 ISBN 978-4-87688-645-6
ASIN B0B2RXXJYN
| #         | タイトル                                 | 作詞      | 作曲      | 歌           | 時間  |
| --------- | ---------------------------------------- | --------- | --------- | ------------ | ----- |
| 1.        | 「天上界から舞い降りる金の羽〜聖霊の歌」 |           | 大川隆法  |              | 2:25  |
| 2.        | 「ヘルメス誕生」                         |           | 大川隆法  |              | 1:12  |
| 3.        | 「苦悩と狂気 ミノス王」                  |           | 水澤有一  |              | 3:43  |
| 4.        | 「パンの笛」                             |           | 水澤有一  |              | 0:18  |
| 5.        | 「リンドスのアフロディーテ」             |           | 水澤有一  |              | 1:14  |
| 6.        | 「月夜の歌」                             | 大川隆法  | 大川隆法  | わたなべらん | 3:02  |
| 7.        | 「ヘルメスの恋」                         |           | 水澤有一  |              | 0:44  |
| 8.        | 「愛しのアフロディーテ」                 | 大川隆法  | 大川隆法  | 大門一也     | 2:46  |
| 9.        | 「アフロディーテの願い」                 |           | 水澤有一  |              | 0:21  |
| 10.       | 「風が運ぶ想い」                         |           | 水澤有一  |              | 0:34  |
| 11.       | 「運命の再会」                           |           | 水澤有一  |              | 0:45  |
| 12.       | 「リンドス城からの脱出」                 |           | 水澤有一  |              | 1:54  |
| 13.       | 「奇蹟の風」                             |           | 水澤有一  |              | 1:11  |
| 14.       | 「祝福」                                 |           | 水澤有一  |              | 1:15  |
| 15.       | 「婚礼の宴」                             |           | 水澤有一  |              | 0:44  |
| 16.       | 「オフェアリス神の啓示」                 |           | 水澤有一  |              | 3:40  |
| 17.       | 「クノッソス宮殿 ミノス軍出陣」          |           | 水澤有一  |              | 2:06  |
| 18.       | 「地下迷宮へ」                           |           | 水澤有一  |              | 0:50  |
| 19.       | 「ミノタウロスとの死闘」                 |           | 水澤有一  |              | 2:12  |
| 20.       | 「対陣 ヘルメス軍とミノス軍」            |           | 水澤有一  |              | 2:31  |
| 21.       | 「ミノス王の最期」                       |           | 水澤有一  |              | 1:40  |
| 22.       | 「ギリシャ統一への苦悩」                 |           | 水澤有一  |              | 1:58  |
| 23.       | 「瞑想の啓示」                           |           | 水澤有一  |              | 1:57  |
| 24.       | 「瞑想 悟りへ」                          |           | 水澤有一  |              | 4:04  |
| 合計時間: | 合計時間:                                | 合計時間: | 合計時間: | 合計時間:    | 44:27 |

| #         | タイトル                                        | 作詞      | 作曲      | 歌               | 時間  |
| --------- | ----------------------------------------------- | --------- | --------- | ---------------- | ----- |
| 1.        | 「大いなる悟りとケリューケイオンの杖」          |           | 水澤有一  |                  | 2:50  |
| 2.        | 「幸福の杖」                                    |           | 水澤有一  |                  | 1:35  |
| 3.        | 「アフロディーテとアリアドーネ 風の丘をこえて」 |           | 水澤有一  |                  | 2:09  |
| 4.        | 「パノンの救出」                                |           | 水澤有一  |                  | 0:41  |
| 5.        | 「リンドス軍との攻防」                          |           | 水澤有一  |                  | 2:25  |
| 6.        | 「イラクリオンの繁栄」                          |           | 水澤有一  |                  | 1:40  |
| 7.        | 「憂愁のアフロディーテと愛の女神」              |           | 水澤有一  |                  | 2:14  |
| 8.        | 「王子の誕生」                                  | 松本弘司  | 水澤有一  | 幸福の科学合唱団 | 0:42  |
| 9.        | 「パンとアガペー 霊界への誘い」                 |           | 水澤有一  |                  | 2:44  |
| 10.       | 「妖精の花園」                                  |           | 水澤有一  |                  | 2:22  |
| 11.       | 「神秘の湖」                                    |           | 水澤有一  |                  | 2:11  |
| 12.       | 「ワンダフル・ワールド」                        |           | 水澤有一  |                  | 2:01  |
| 13.       | 「人魚の涙」                                    |           | 水澤有一  |                  | 2:08  |
| 14.       | 「地獄のミノス王」                              |           | 水澤有一  |                  | 0:51  |
| 15.       | 「亡者と魔王ミノス」                            |           | 水澤有一  |                  | 2:48  |
| 16.       | 「最後の対決」                                  |           | 水澤有一  |                  | 1:26  |
| 17.       | 「ヘルメス絶体絶命」                            |           | 水澤有一  |                  | 2:38  |
| 18.       | 「天の軍勢」                                    |           | 水澤有一  |                  | 2:10  |
| 19.       | 「信仰の力」                                    |           | 水澤有一  |                  | 1:06  |
| 20.       | 「彼方に」                                      |           | 水澤有一  |                  | 2:22  |
| 21.       | 「風の理想（ねがい）」(インストゥルメンタル)    |           | 水澤有一  |                  | 3:03  |
| 合計時間: | 合計時間:                                       | 合計時間: | 合計時間: | 合計時間:        | 43:18 |

### 映像ソフト化
- VHSビデオ：アニメ制作資料実写映像『ギリシャ - エーゲと風の記憶 - ヘルメス＆アフロディーテの足跡を辿って』

収録内容：41分50秒
1. 序章、ギリシャ神話のたびへ　曲『風は、まぶしく』
2. クレタ島・シティア、ヘルメス生誕の地を訪ねて　曲『聖霊の歌』
3. ロードス島・リンドス、美しきアフロディーテ伝説の海岸へ　曲『月夜の歌』
4. クレタ島、クノッソス宮殿とマリア遺跡　曲『風の丘をこえて』
5. マリアの丘より、このエーゲを見つめながら　曲『風になりたい』
6. クレタ島・イラクリオン、大いなる発展の地　曲『風の声に』
7. 全ギリシャへ、新発見の貴重な遺跡の映像と、全ギリシャ繁栄の足跡
メーカー：幸福の科学出版
型番： K 094
発売日：1996年5月26日
ISBN 4-87688-699-7、ISBN 978-4-87688-699-9
- VHSビデオ：レンタル版『ヘルメス—愛は風の如く』東映ビデオ

メーカー：東映
発売日：1997年10月10日
型番：VRZF-375
EAN 4988101064540、JAN 4988101064540
- VHSビデオ：完全版2本組み『ヘルメス—愛は風の如く 完全版』幸福の科学出版刊

映画本編 完全版 117分＋メイキング映像 28分
メーカー：幸福の科学出版
発売日：1997年11月23日
型番 コードNo.： K 100
EAN：なし
- VHSビデオ：普及版『ヘルメス—愛は風の如く』幸福の科学出版刊

メーカー：幸福の科学出版
発売日：1998年5月10日
型番 コードNo.：K 101、日本語字幕版型番 コードNo.：K 102
- DVD 特典映像付き『ヘルメス—愛は風の如く』幸福の科学出版刊

音声仕様：日本語
字幕仕様：なし
特典映像：
1, メイキング・オブ ヘルメス—愛は風の如く
2, 未公開シーン「アフロディーテとアリアドーネの対話」
3, 劇場用 予告編 ／ テレビCM 映像
メーカー：幸福の科学出版
発売日：2007年11月23日
型番 コードNo.：K1061
- DVD『ヘルメス—愛は風の如く』幸福の科学出版刊

音声仕様：日本語、英語、ポルトガル語
字幕仕様：日本語、日本語（聴覚障害者用）、英語、中国語(台湾)、韓国語
メーカー：幸福の科学出版
発売日：2013年7月19日
型番 コードNo.：K1142
EAN 4582316050451、JAN 4582316050451、ASIN B0141KMXY0
ASIN B0BCGG5CQX、ASIN B0BR6FH6C6
- 上記の映像ソフトは、2022年2月現在、すべて絶版となっており、中古品のみが流通している。